# Molly Jackson
 (octobre 2018).
Si vous disposez d'ouvrages ou d'articles de référence ou si vous connaissez des sites web de qualité traitant du thème abordé ici, merci de compléter l'article en donnant les références utiles à sa vérifiabilité et en les liant à la section « Notes et références ».
Pour les articles homonymes, voir Jackson.
Molly Christine Jackson, plus connue sous le nom de Molly Jackson, née le 22 novembre 2001 à Wurtzbourg, en Allemagne, est une actrice et activiste américaine.

## Biographie
Venant d'une famille militaire, Molly Christine Jackson est née le 22 novembre 2001 à Wurtzbourg en Allemagne. Elle est la fille de Lynette Jackson et David Jackson, originaire du Costa Rica. Elle a notamment une sœur nommé Hannah. Molly ainsi que sa famille (mère, père, sœur) ont vécu à El Paso (Texas) pendant 5 ans. 

## Vie privée
Molly Jackson est très proche du casting de la série télévisée Andi, où elle y interprète Iris, l’une des meilleures amies d’Amber (interprétée par Emily Skinner, dont elle est très proche dans la vie réelle).
Lorsque Molly n'est pas occupée à son métier d'actrice, elle consacre son temps à apprendre à jouer du ukulélé, faire de l'escalade ainsi que l'aide au sauvetage animal, cause où elle s'est engagé.
Molly est végane et milite pour la cause animale. Avant cela, elle a été végétarienne depuis plus de 4 ans.
Elle réside actuellement à Santa Clarita, en Californie.

## Filmographie
- 2010 : The Tonight Show with Jay Leno : Un des enfants de la garderie (1 épisode)
- 2011 : Victorious (série télévisée) : Stephanie Jeune (1 épisode)
- 2012 : What Comes After (court métrage) : Elizabeth
- 2012 : Funny or Die Presents… (série télévisée) : Bonnie-Ray Lewis Stump (1 épisode)
- 2012 : These Dreams of You (court métrage) : Lucy Jeune
- 2013 : Austin et Ally (série télévisée) : Lulu (1 épisode)
- 2013 : Visions (court métrage) : Sophie
- 2013 : Hear Me Roar (court métrage) : Molly « Le Hibou »
- 2014 : The Middle (série télévisée) : Ella Norwood (1 épisode)
- 2014 : M. Peabody et Sherman : Les Voyages dans le temps : Voix Additionnelle (voix)
- 2014 : About a Boy (série télévisée) : Petite fille (1 épisode)
- 2014 : Hawk P.I. (court métrage) : Emma Hawk
- 2015 : The Magnificent Life of Meg (série télévisée) : Meg (4 épisodes)
- 2015 : Vice-versa : Voix Additionnelle (voix)
- 2015 : Circle : Une petite fille
- 2015 : A Penny for Your Thoughts (court Métrage) : Jill
- 2016 : The Shadow Guide : Prologue (court Métrage) : Alexandria Jeune
- 2016 : Game Shakers (série télévisée) : Jenna (2 épisodes)
- 2016 : Le Monde de Dory : Voix Additionnelle (voix)
- 2016 : Monday Shorts : Elle-même (1 épisode)
- 2016 : Speechless (série télévisée) : Fille #3
- 2016-2017 : Nicky, Ricky, Dicky et Dawn (série télévisée) : Brianna (3 épisodes)
- 2017 : Pupsicles (téléfilm) : Santina
- 2017 : American Vandal (série télévisée) : Paige Wodecki (3 épisodes)
- 2017-2018 : Andi (série télévisée) : Iris (4 épisodes)
- 2018 : Blaze et les Monster Machines (série télévisée) : Gaby (6 épisodes)
- 2018 : Chloe (court Métrage) : Chloe
- 2024 : The Moon and Back de Leah Bleich